# A Pequena Sereia

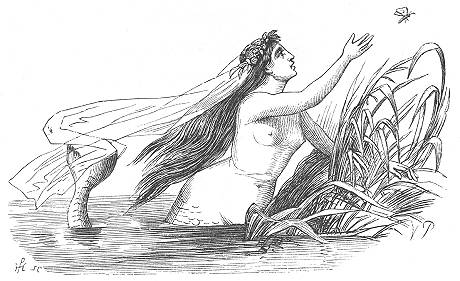
A pequena sereia (desenho de Wilhelm Pedersen)

A Pequena Sereia  (em dinamarquês:  Den Lille Havfrue) é um conto adaptado para crianças da autoria de Hans Christian Andersen, sobre uma jovem sereia disposta a dar a sua vida nos mares e a sua identidade como sereia, a fim de conseguir uma alma e o amor de um príncipe humano.

## História
O conto gira ao redor da Sereia apelidada de Pequena Sereia por ser a mais nova das princesas, apontada pelo texto como a mais graciosa dentre as irmãs, que vive num reino subaquático com seu pai, o Rei dos Mares; sua avó e suas cinco irmãs mais velhas, cada uma com um ano de diferença. Quando uma sereia atingir os quinze anos, é-lhe permitido nadar até à superfície. À medida que as irmãs vão crescendo, uma delas visita a superfície a cada ano. Quando uma delas regressa e conta sobre as suas aventuras, a curiosidade da Pequena Sereia sobre o mundo e sobre os humanos cresce.
Quando a vez da Pequena Sereia chegou, ela avistou um príncipe num barco enquanto se aventurava na superfície e apaixonou-se. Uma tempestade aparece e a Pequena Sereia salva o príncipe de se afogar. Ela leva-o ainda inconsciente até à costa, perto de um templo, e espera até que uma jovem do templo o encontre. O príncipe nunca chegou a ver a Pequena Sereia.
A Pequena Sereia pergunta para sua avó a diferença entre os humanos e o resto dos seres do seu reino. Então ela explica que os humanos têm uma vida muito mais curta, mas quando uma sereia morre, ela transforma-se em espuma do mar e acaba por desaparecer, enquanto os humanos têm uma alma eterna, que, mesmo depois de mortos, continuam a viver no céu. A Pequena Sereia, desejosa por uma alma eterna e pelo amor do príncipe, vai ter com a Bruxa do Mar, que lhe oferece uma poção, em troca da sua voz. A Bruxa do Mar avisa-a que, uma vez que ela se torne humana, nunca mais poderá voltar ao oceano e que ao beber a poção ela irá se sentir como se tivesse mil espadas a trespassar-lhe o corpo, mas quando se recuperar iria ter um par de pernas capazes de dançar como nenhum outro humano. No entanto, ela ir-se-á sentir constantemente como se estivesse a andar em facas afiadas, e os seus pés iriam sangrar terrivelmente. Além disso, ela iria apenas conseguir uma alma se encontrar o beijo do verdadeiro amor e se o príncipe também a amasse e casasse com ela. Se tal não acontecer, na primeira madrugada do casamento do príncipe com outra mulher, a Pequena Sereia morrerá com o coração despedaçado e desintegrava-se em espuma.
A Pequena Sereia bebe a poção e encontra-se com o príncipe, que se sente atraído pela sua beleza e graça, mesmo ela sendo muda. Sabendo que o príncipe adora vê-la dançar, ela assim o faz apesar da sua dor agonizante. Quando o pai do príncipe o ordena casar com a filha do rei vizinho, este diz à Pequena Sereia que não o irá fazer, pois ele está apaixonado pela jovem do templo, acreditando ele que foi ela quem o salvou. Verifica-se mais tarde que a princesa é a jovem do templo, que foi mandada para lá a fim de ser educada. Com isto, o casamento entre os dois é anunciado.
Eles casam-se, deixando a Pequena Sereia de coração partido. Ela fica desesperada, desiste de tudo e acredita que apenas a morte a espera, mas antes da madrugada, as suas irmãs aparecem com uma faca de prata que a Bruxa do Mar lhes deu em troca dos seus longos cabelos. Se a Pequena Sereia esfaqueasse o príncipe e deixasse o sangue dele cair sob os seus pés, ela iria voltar a ser uma sereia e o seu sofrimento iria acabar.
A Pequena Sereia não tem coragem para matar o príncipe enquanto ele dorme deitado ao lado da sua esposa e, ao chegar a madrugada, ela atira-se para o mar. O seu corpo transforma-se em espuma, mas em vez de desaparecer, ela sente o calor do sol; ela tinha-se tornado uma sílfide, uma espécie de fada, filha do ar. Os outros espíritos contam-lhe que ela se tornou num espírito devido ao seu esforço e dedicação ao tentar não ter uma alma eterna.